# Rua Sete de Setembro (Porto Alegre)

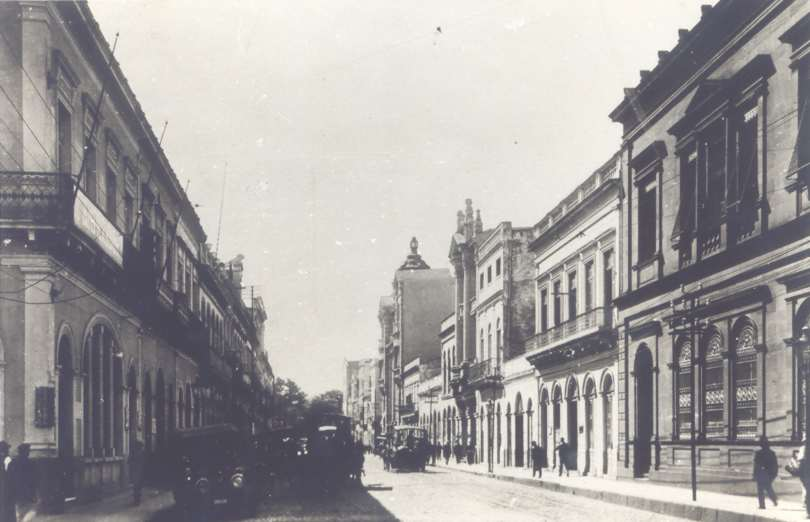
A Rua Sete de Setembro na década de 1920.

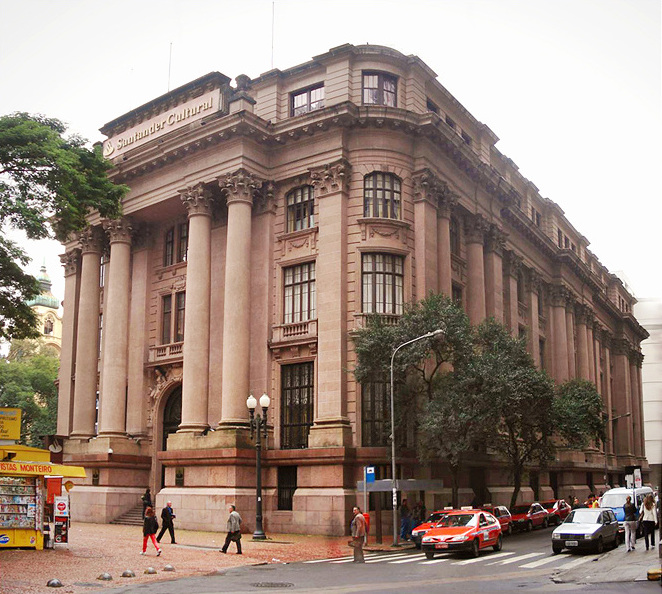
A antiga sede do Banco da Província, atualmente o Farol Santander.

A Rua Sete de Setembro é uma importante via pública localizada no Centro Histórico de Porto Alegre, capital do estado brasileiro do Rio Grande do Sul.
Em sua origem a rua consistia apenas em um caminho à beira do Lago Guaíba, que passava nos fundos das casas que margeavam a Rua da Praia. No início do século XIX estava dividido em dois trechos: o Porto dos Ferreiros (entre o Beco do João Inácio e o Largo do Paraíso) e o Beco da Rua Clara ou Beco dos Marinheiros (nas imediações da Rua Clara), onde se erguia um muro que servia de ancoradouro.
Em 1842 o Beco dos Marinheiros foi desmantelado, e em 1844 já surgia o nome de Rua Nova da Praia, sua primeira denominação oficial. Em 1846 foram construídas algumas rampas de acesso às embarcações, no mesmo ano os proprietários dos terrenos em seu trajeto foram obrigados a construir calçadas, e no ano seguinte, com os terrenos já aforados pelo governo provincial, os proprietários foram obrigados a construir muros junto ao lago.
A rua logo começou a ser ocupada por grandes casas comerciais. Seu traçado foi fixado na planta urbana de 1850, mas pouco depois foi estendida até a Praça do Mercado. Para isso a área da atual Praça Montevidéu foi desapropriada. Em 26 de março de 1856 seu nome foi alterado para Rua da Alfândega, em 1860 foi nivelada e recebeu melhorias na urbanização no seu trecho oeste, incluindo encascalhamento, aterros, muros de arrimo e trapiches, solucionando boa parte do antigo problema de depósito indiscriminado de lixo na área. Pouco depois foi construída a doca da Praça da Alfândega, tornando todo o trajeto mais salubre e formoso, adquirindo o status de uma das principais vias públicas da cidade. Em 17 de agosto de 1865 recebeu sua denominação atual em homenagem ao dia da Proclamação de Independência do Brasil.
Ao longo do século XX várias importantes edificações surgiram em seu trajeto, como o Banco da Província e o Hotel Majestic. Outros notáveis marcos arquitetônicos margeiam as praças que a rua atravessa, como o Paço Municipal (Praça Montevidéu), a Receita Fiscal, os Correios e Telégrafos e a Previdência do Sul (Praça da Alfândega). Hoje a Rua Sete de Setembro é um dos pólos financeiros da cidade, com sedes de bancos e instituições do setor.